# Oberonia insectifera
Oberonia insectifera är en orkidéart som beskrevs av Joseph Dalton Hooker. Oberonia insectifera ingår i släktet Oberonia och familjen orkidéer. Inga underarter finns listade i Catalogue of Life.